# الأخوان غريم

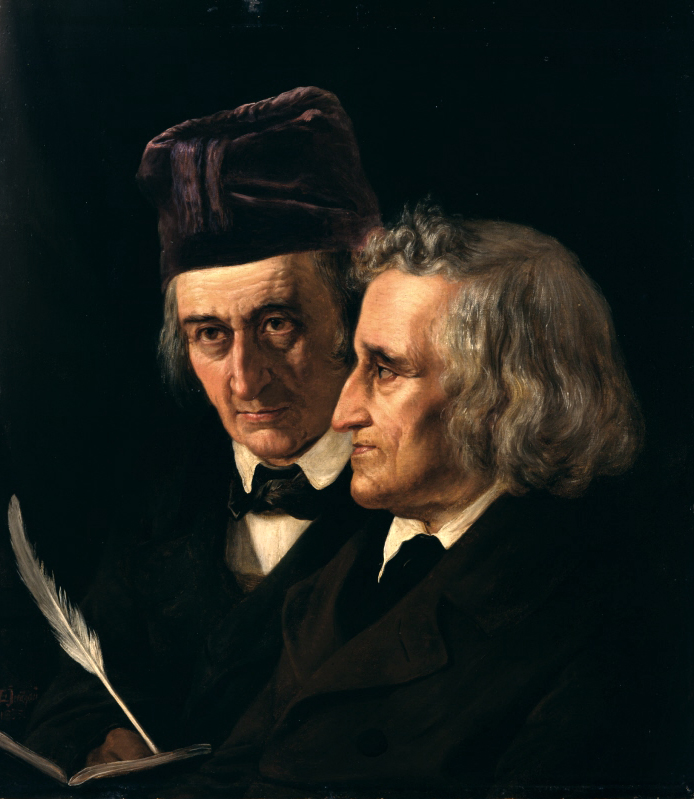
الأخوان فيلهلم غريم (الأيسر) يعقوب غريم (الأيمن) عام 1855 رَسَمتها إليزابيث جيرشو باومان

الأخوان غريم (بالألمانية: Brüder Grimm) هُما أخوانِ ألمانيّان أَحدُهما يُدعى يعقوب/ياكوب (1785-1863) والآخر فيلهلم (1786-1859)؛ كانا أكادِميّين ولُغويّيَن وباحِثين ثقافيّيَن وكاتِبَين، قاما معاً بِجمع القِصص الشعبيّة الألمانيّة وتَخرِيجِها في كِتابٍ واحد خلال القَرن التاسِع عَشر؛ ويُعدّان من أكثر الروائِيين شُهرة، وشاعت قِصَصُهم بينَ الناس بِكثرة مَثلُ قِصّة سندريلا، والأمير الضفدع، وهانسل وغريتل، ورامبيل ستيلتسكين، وبياض الثلج والأقزام السبعة، وذات الرداء الأحمر، ورابونزل.
قَضى الأخوان حياتَهُما المُبكّرة في بَلدَةِ هاناو الألمانيّة، تُوفّي والِدُهما عامَ 1796 وأثّرت وفاتُه في نَفسَيهِما لمُدّةٍ طويلة. ارتادَ كِلاهُما جامعة ماربورغ حيثُ كانَ السَبب الرئيسيّ لانجِذابِهم نحوَ القِصص الشعبيّة الألمانيّة التي كرّسوا حياتَهُم من أجلِها، ولعلّ رواجَ الرومانسية خِلال القرن التاسِع عَشر جَعَلهُم مُهتَمّين بالقِصص الشعبيّة التقليديّة التي تُمثّلُ شكلاً جميلاً من الأدب والثقافَة الوطنيّة الألمانيّة. ومع هَدَفِهم للبحثِ عن القِصص الشعبيّة، فقد وَضعوا منهجيّةً سارا عليها خلالَ جَمع وتسجيلِ تِلكَ القِصص التي أصبَحتْ فيما بعد أساساً للدِراسات الفلكلوريّة. بينَ عامَي 1812 و1857، المَجموعَة الأولى نُقَحِت وصَدَرت عِدّة مرّات ونمى عَدَدُها من 86 قِصّة حتّى أكثَرَ من 200. بالإضافَة لأعمالِهما في مجالِ القِصص الشعبيّة، كَتَب الأخوان مجموعَة عن الأساطير والخُرافات الألمانيّة والإسكندنافيّة؛ كما بَدآ في عامِ 1838 بكتابَةِ مُعجَمٍ ألمانيّ مُتكامِل ولكن ماتا قبل إكمالِه.
انتَشرت مجموعَةُ القِصص الشعبيّة انتشاراً واسِعاً. وتُرجِمَت لأكثَر من 100 لُغة حولَ العالم ومَعروفَة باسم قِصص الأخوان غريم؛ كما اقتُبِستْ في كثيرٍ من الأعمالِ السينيمائيّة، ولعلَ أهمَ من اقتَبَس مِنها هو والت ديزني الذي أنتَجَ أحد أكثَر الأعمال شُهرةً كَـ سندريلا وبياض الثلج والأقزام السبعة والأميرة النائمة.

## حياتهما

### سَنواتُهُما الأولى

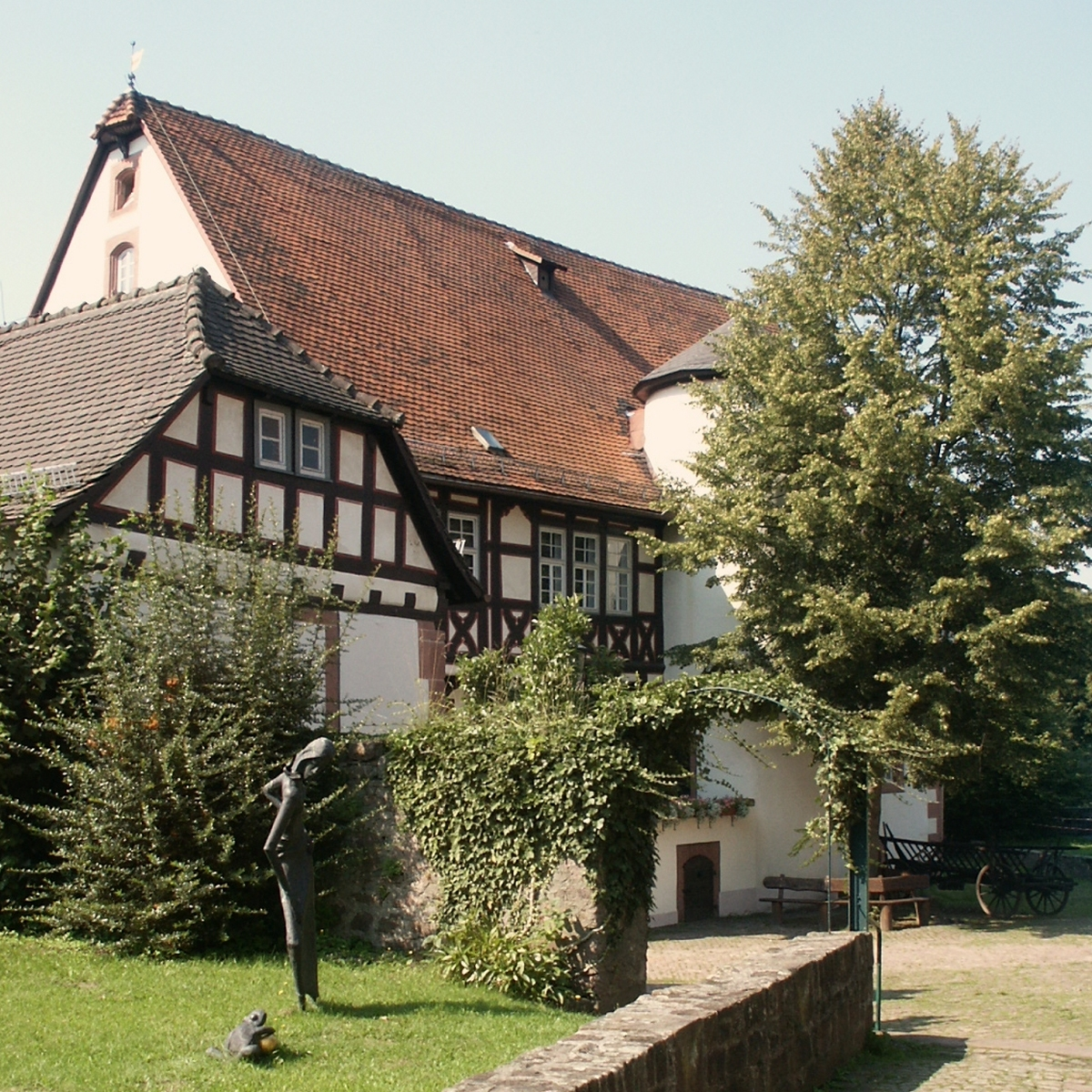
المنزِل الذي عاشَ الأخوين فيه مع عائِلتِهم في ريفِ مدينة ستاينو بينَ عامي 1791 حتَى 1796.

وُلِد يعقوب لودفيغ كارل غريم في 4 يناير 1785، وهوَ أكبِرُ من أخيه فيلهلم بِثلاثة عَشر شهراً، حيثُ وُلِدَ الآخر في 24 فبراير 1786. كِلا الأخوين وُلِدا في بلدَة هاناو، أبوهُما هوَ فيليب فيلهلم غريم كانَ رَجُل قانون، ووالِدَتُهما هي دوروثي غريم ابنَة عُضو مَجلِس مدينَة كاسل. وقد كانَا الأخوين الثاني والثالِث من حيث الكِبر في أُسرة مكوّنةٍ من 9 أطفال، ثلاثةٌ مِنهم ماتوا صِغاراً. انتَقَلَت العائِلة إلى ريف مدينة ستاينو، حيثُ عَمِل والِدَهُم قاضٍ هُناك. وقد صارَت العائِلة مَعروفةً محليّاً هُناك، وأقاموا في منزلٍ كبيرٍ مُحاطٍ بالحقول؛ وذكرَ جاك زيبز في كِتابِه الذي يُؤرّخ حياة الأخوين أنّهُما كانا مُستَمتِعان بالمدينة الجديدة وكانا مُفعَمانِ بالحياة. تلقّى الأخوين تَعليمَهُما في المنزل عِندَ أساتِذة خُصوصيّين كما دَرسا المذهَب الكالفيني الذي غَرَس فيهم عَقيدَتَهُم الدينيّة طوالَ حياتِهم؛ ثُمّ لاحِقاً ارتادا المدارِس المحليّة.
عام 1796 توفيَ والدُهما فيليب بسبب الالتهاب الرئوي مِمّا سبّب أزمة وضائِقةً ماليّة مُفاجِئة وقاسية لتِلكَ العائِلة الكبيرة. فتَخلّوا عن خَدَمِهم ومَنزِلِهم الواسِع واعتمدوا في مَعيشَتهم على الأموال التي كانَ يُرسِلها جَدُهم والدُ أُمّهِم وأخواتُها. وبِحُكم أنّ يعقوب كانَ كبيراً اضطُرّ لتولّي مسؤوليّة إخوانِه بِمُساعدة أخيه كذلك لِمُدّة عامين.
تَرك الأخوان عائلتَهُما والمدينة عام 1798 ورحلا إلى مدينة كاسل ليرتادا مَدرسةً هُناك حيثُ دَفَعت خالَتُهما تكاليفَها. وبحلولِ ذاك الوقت كانوا دونَ عائلٍ يُعيلُهم، حيثُ توفي جَدُهما في ذاك العام وأُجبِرا على الاعتِماد على بَعضِهما البَعض وأصبَحا أكثَر قُربَاً لِبعضِهما، فعَمِلا معاً كما تفوّقا في دِرأسَتِهما. أخيراً، تخرّج الأخوين وكانوا الأوائل على فصولِهم؛ تخرّج يعقوب عام 1803 وفيلهلم -الذي تغيّب سنةً كامِلة بسبب الحمى القرمزية- تخرّج عام 1804.

### حياتُهما في كاسل
بعدَ تخرجهِما من المَدرسة، ارتادَ الأخوان جامعة ماربورغ؛ وكانْت في تلكَ الأيّام جامعةً صغيرة تَسَعُ حوالَي 200 طالبٍ فقط، وقد دَرسا فيها القانون. في البدَاية استُبعِد الأخوين بسبب حالَتِهما الماديّة والفقر الذي يُعانيانِ منه، ولكنّهما قُبِلا في النِهاية. بيدَ أنّهما كانا مَظلومَين في الجامعة بسبب الفَقر، حيثُ أنّه كانت تُعطَى رواتِب للطُلّاب ولكنَهما لم يَحصُلا على أيّ مِنها. وقد أكمَلا الدِراسة وتفوّقا فيها.
فريدريش فون سافيني وهوَ أستاذُ قانونٍ في الجامعة، حَبّبهُما وألهَمهُما دِراسة التاريخ وفقه اللغة فَعادَ الأخوان لِدراسَة الأدب الألماني في العصور الوسطى. كان الأخوان مؤيدين متحمسين للقومية الألمانية. لقد كانا يريدان رؤية المقاطعات الألمانية المِئتين موحّدة في دولة واحدة تماماً كرغبِة أستاذُهما فريدريش فون سافيني. الأخوان وفريدريش ومجموعَة أصدقائِه من الرومانسيين الألمان كَـ (كلمنس فون برنتانو، ولودفيج أخيم فون أرنيم، ويوهان جوتفريد هردر) يتشارَكونَ نَفسَ الأفكار حبثُ يَرون أن الشِعر الألماني يجب أن يعودَ لأبسَطِ صورة. لِذلك كرّس الأخوان أنفُسَهُما لدراسَة اللغة الألمانيّة القديمة وهوَ ما ساعدهم على التغلّب على الاكتئاب حَسب تعبير فيلهلم نَفسُه.

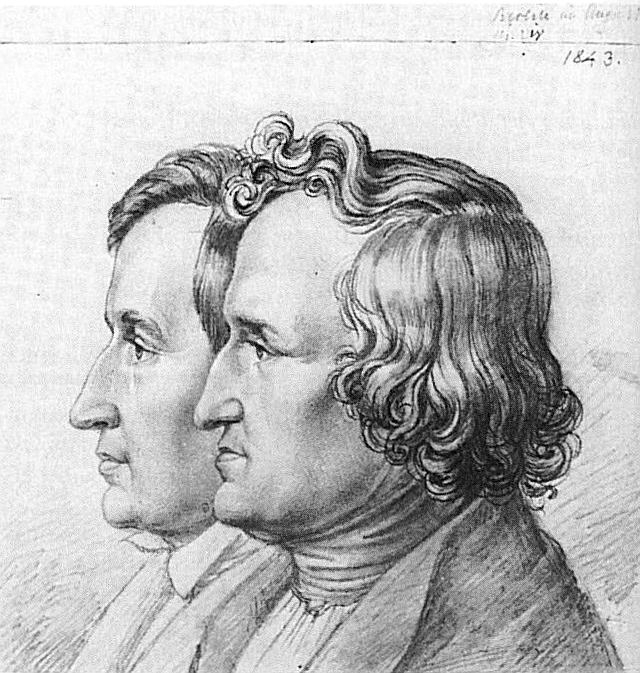
يعقوب وفيلهلم رَسَمهُما أخوهُما الصغير لودفيغ إميل غريم عام 1843.

بحلولِ عام 1805 كانا لا يَزالان مَسؤولَين عن رِعاية والِدَتُهما وإخوانِهم الصِغار. وقد قَبِل يعقوب عَرضاً قدّمه أستاذُه فريدريش فون سافيني وهوَ أن يرحَل معهُ إلى باريس ويكونَ مُساعدِاً في إعداد البُحوث. ولدى عودَتِه إلى ماربورغ اضطُرّ إلى تركِ الدِراسة لإعانَة أُسرَتِه التي لا تَجِدُ ما تأكُله فَعَمِل مع لجنَة جنود إيسن. وقد كَتَب فيلهلم لخالتِه يقولُ فيها: «نحن خمسُ أشخاصُ نأكُل طعاماً لا يكفيني ونأكُله مرّة واحدة في اليوم.»
وَجد يعقوب فيما بعد عام 1808 عَملاً بدوامٍ كامِل ليكون أمين مَكتبة كاسل. وبعدَ موتِ أُمّهِما ذاك العام صارا مَسؤولَين بشكلٍ كامل عن أشقّائِهما، وقد دُفعا تكاليف دِراسة أخيهِما الصغير لودفيغ ليَدرُس في مدرسةٍ للفنون. ثُم انضَم فيلهلم لأخيه ليكونَ أمينَ مكتبة كاسل أيضاً. وبناءً على طَلبِ برنتانو قامَا بذلِك الوقت بجمعٍ عدد من القِصص الشعبيّة الألمانيّة ولكن بدون تلك الأهمية وبطريقة سطحيّة إذ لم تَكُن لَديهِما فِكرة عن أهميّة ما يَفعلانِه في هذه المرحلة الأولويّة.
خِلالَ عَملِهم في المَكتَبة نَشروا عَدداً من الكُتب بين عامَي 1812 و1830. ففي عام 1812 نَشروا أولى مُجلّدات القِصص الشعبيّة واحتوى على 86 قِصة، وسُرعان ما تَبِعهُما مُجلّدين أُخرَيين وكِتابَاً عن الخُرافات والأساطير الألمانيّة وانتَشر انتِشاراً كبيراً. احتوى الكِتاب على الخُرافات والأساطير الألمانيّة والدنماركيّة والإسكندنافيّة والأيرلنديّة، بالإضافة إلى تنقيحم المُستَمر للقِصص الشعبيّة. وقد تلقّى الأخوان الدكتوراه الفخريّة بسبب أعمالِهما من جامِعة ماربورغ وبرلين وفروتسواف.

### حياتُهما في غوتينغن
في عامِ 1825 تزوّج فيلهلم من هنرييت دوروثيا، وهيَ صديقةٌ للعائلة مُنذُ فترةٍ طويلة، كما زوّدت الأخوين ببعضِ القِصص، أمّا يعقوب فلم يتزوّج أبداً واستمرّ في العيش في منزل أخيه. في 1830 فُصِل الأخوان من العَمل فانتقلوا مع العائِلة إلى غوتينغن في مملكة هانوفر وعَمِلا في جامعة غوتنغن؛ يعقوب كانَ أستاذاً فيها وفيلهلم كانَ أميناً للمكتبة.

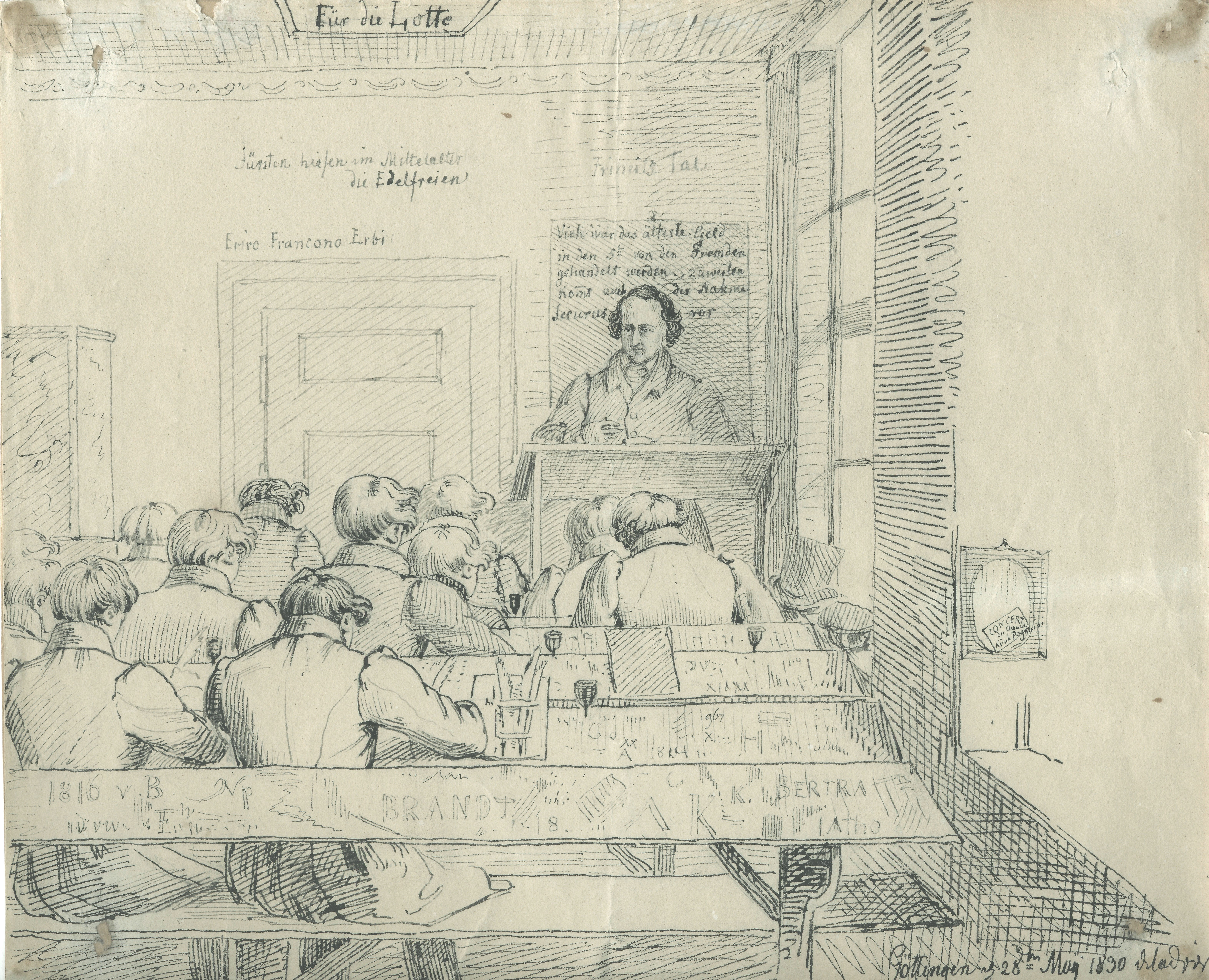
يعقوب في واحِدة من مُحاضَراتِه. رَسَمها أخوه لودفيغ إميل عام 1830.

خلالَ السنوات السَبع التالية، استمرّ الأخوان بإجراء البحوث والكِتابَة والنَشر؛ ففي عامِ 1835 نَشَر يعقوب كتابَ الأساطير الألمانيّة (Deutsche Mythologie)، أمّا شَقيقُه فقد استمرّ في بتنقيحِ وإضافَة المزيد من القِصص إلى كِتابِهم القِصص الشعبيّة للنَشر. كما قاموا في الجامِعة بتدريسِ مادّة الدراسات الألمانية ويُعتَبرانِ من أوائِل من درّسوا هذه المادّة.
كانَت الأوضاعُ السياسيّة في ألمانيا في عقد 1830 مُضّطربة، ففي ذاك الوقت بدأت ثورة الفلّاحين التي أدّت في النهاية لظهور حركة الإصلاح الديمقراطيّة الألمانيّة المعروفَة باسم ألمانيا الشابّة (Junges Deutschland). لم يَنحَز الأخوين نحوَ الحركة الثوريّة، وكانَ رَدُّ فِعلِهم مع خَمسةٍ من زُملائِهم ضِد مَطالِب المَلك أرنست أوغسطس الأول الذي أصبَح مَلِكاً في 1837 وطالَب بإعلان الولاءِ من موظفي الخِدمة المَدنيّة بما في ذَلِك أساتِذة الجامعة؛ وبِسبب عَدَمِ إعلانِهم الولاء للمَلِك فُصِلَ الأساتِذة السبعة من وظائِفهم ورُحّلوا عن المملَكة؛ فَعادوا إلى مدينة كاسِل مع عائِلتِهم، وبدونِ دخلٍ كبير واجَه الأخوان صَعوباتٍ ماليّة مرّة أُخرى.

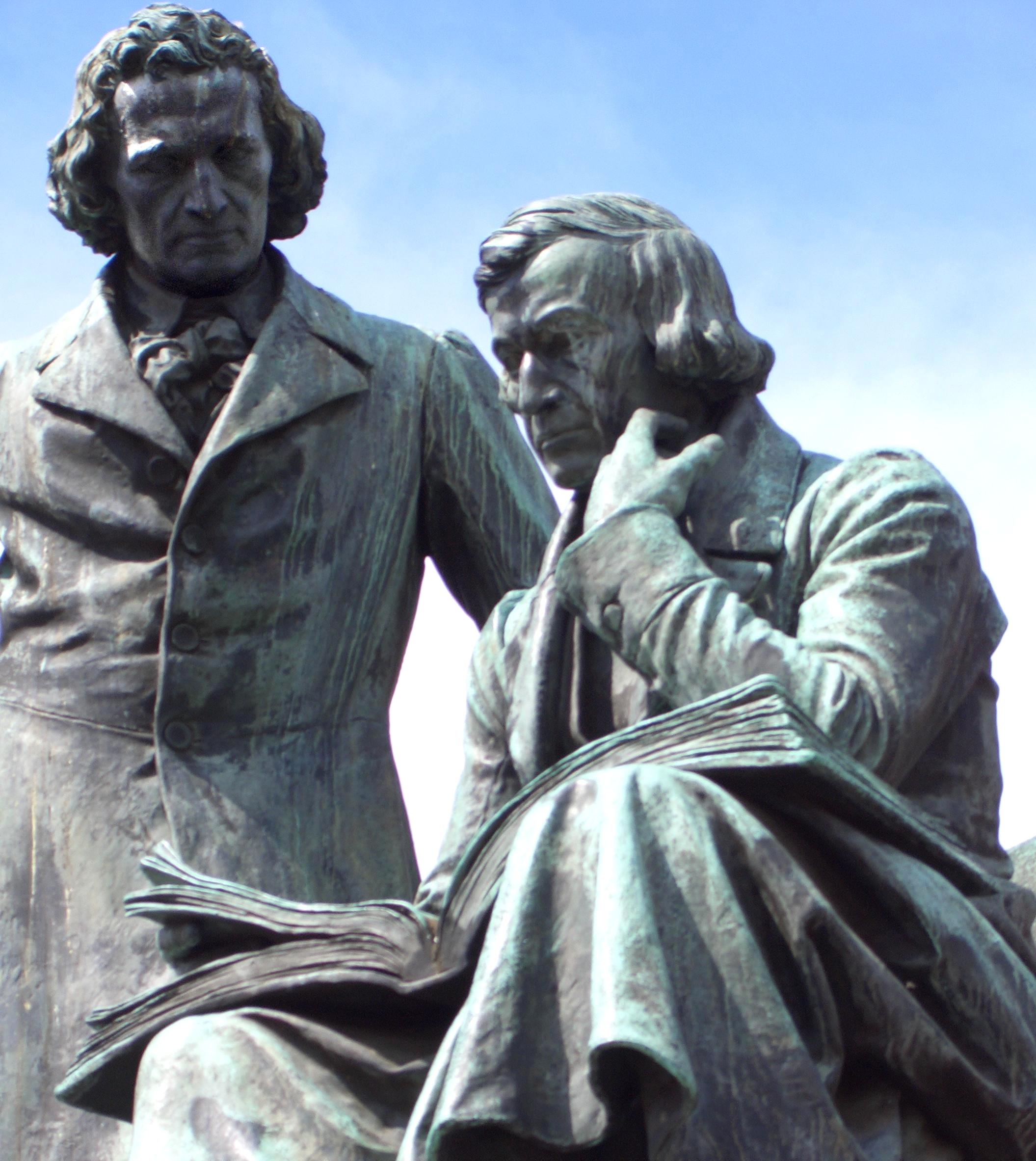
نَصبٌ تذكاري للأخوين في مدينة هاناو الألمانيّة، نَحتها سيريوس ابير

شرعا سنة 1838 فيما سَيكونُ المَشروعَ الأضخم في حياتِهما. فبدآ بكتابَة قاموسٍ شاملٍ للُغة الألمانيّة (Deutsches Wörterbuch)، ولم يُنشَر المُجلّد الأوّل حتّى عام 1854؛ وقد استعانا بأصدِقائِهما والمُؤيّدين للفِكرة من أجل الحُصول على المُساعدة الماليّة الكافيّة لإتمام المشروع ولأجلِ إيجاد عَملٍ ما.

### في برلين، والسنوات اللاحِقة

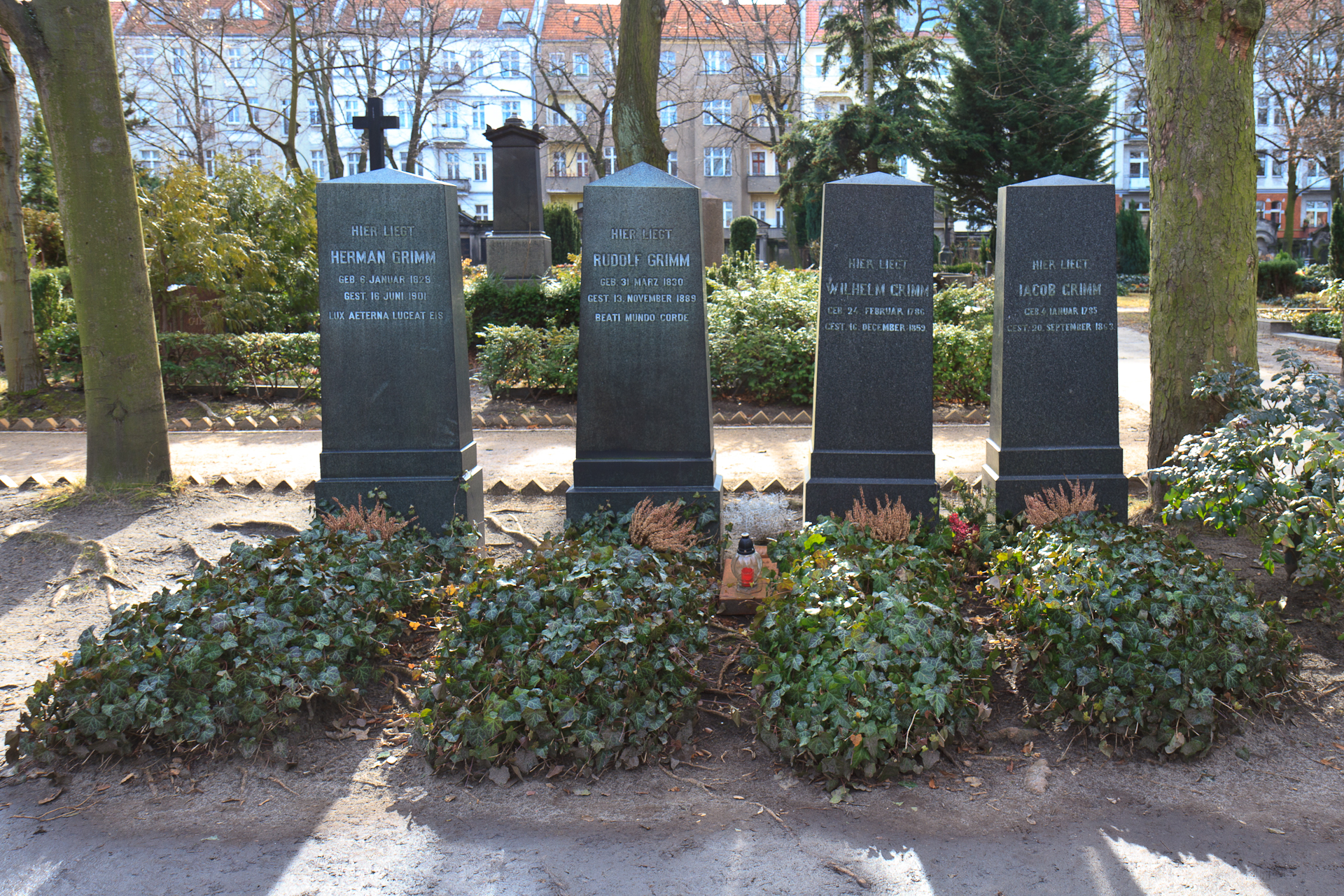
قبور الإخوة غريم في منطقة شونبيرج في برلين.

عامَ 1840 عَرضَ فريدرش فيلهلم الرابع على الأخوين العَمَل في جامعة برلين للتدريس، كما قامت الأكاديمية الألمانيّة للعلوم في برلين بتمويلِهم وصرف رواتِب لهم لإكمال بُحوثِهم. وبِمُجرّد استقرار الأسرة في المدينة عادا لإكمال القاموس الألماني واستَمرّا في نَشر أبحاثِهما. وقد حوّل يعقوب اهتمامَه إلى إجراء البحوث حولَ الأعراف القانونيّة الألمانيّة وتاريخ اللغة القديم ونُشِرت تلك الأبحاث في عَقدي 1840 و1850. بينما أكمَل أخوه فيلهلم تنقيحَه وتعديله على القِصص الخُرافيّة وبدأ أبحاثَه حولَ الأدب في العصور الوسطى.
بعد اندلاع الثورة الألمانيّة عام 1848، انتُخِبَ الأخوان في البرلمان الشعبيّ؛ فأصبَح يعقوب عُضواً بارِزاً في المجلِس الوطني في ماينتس. ولم يَدُم نشاطُهم السياسيّ طويلاً فقد استاؤوا كثيراً من الوَضع وفقدوا الأمل في أن تُصبِح ألمانيا دولةً واحِدةً موحّدة. وقد استقال يعقوب من منصِبه في الجامعة في وقتٍ مُتأخّر من عَقد 1840 ونَشر كِتابَه عن تاريخ اللغة الألمانيّة. أمّا فيلهلم فقد استمرّ في عَملِه حتّى عام 1852. وبعدَ استقالَة الأخوين، كرّسوا جُلّ وقتِهم لإكمال القاموس الألماني. في النهاية، تُوفي فيلهلم عامَ 1859. وقد تأثّر يعقوب كثيراً بسبب هذا وأصبَح مُنعَزِلاً أكثَر وأكثَر عن الناس، كما استمرّ بالعَمل على القاموس حتّى وفاتِه سنة 1863؛ ولم يكتَمل العَمل على القاموس وقد وَصل إلى حرف F عِندَ كلمة Frucht التي تعني فاكِهة.

## أعمالُهما المُشتَركة

### بشكلٍ عام
- أقدَم قصيدَتين ألمانيّتين في القرنِ الثامن: أغنية هيلدبراند وهالدبراند، وصلاة ويستبرن (Die beiden ältesten deutschen Gedichte aus dem achten Jahrhundert: Das Lied von Hildebrand und Hadubrand und das Weißenbrunner Gebet) وهي قصائِد ملحميّة؛ نُشِرت الكِتاب عام 1812.
- القِصص الخُرافيّة (Kinder- und Hausmärchen) صَدرت منه 17 طَبعة، سبعةَ منهم طَبعات موسّعة والعَشرة الباقية طَبعات صغيرة. نُشِرت بين أعوام 1812-1864.
- الغابات الألمانيّة القديمة (Altdeutsche Wälder) ثلاث مُجلّدت بين 1813 و1816.
- هاينريش المسكين (Der arme Heinrich von Hartmann von der Aue) نُشِر في 1815.
- أغانٍ إسكندنافيّة قديمة (Lieder der alten Edda) نُشِر في 1815.
- الملاحِم الألمانيّة (Deutsche Sagen) نُشِر في جُزئين عام 1816 و1818.
- الأساطير والتقاليد في جنوب أيرلندا (Irische Elfenmärchen) وهوَ كِتابٌ قاموا بترجمته، نُشِر في 1826.
- القاموس الألماني (Deutsches Wörterbuch) عِبارة عن 32 مُجلّد نُشِرَ بين أعوام 1852 و1960.[40]

### القِصص الشعبيّة الخُرافيّة

#### البِدايات

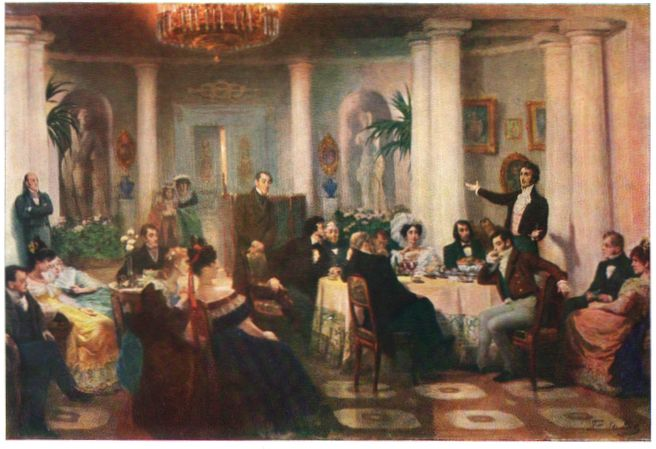
لوحَة توضّح اجتماع الناس في إحدى الصالونات الأدبيّة.

إن انتشار الرومانسيةوالرومانسيّة القوميّة على وجه الخصوص ورواجَها خِلال القرن التاسِع عَشر جَعَلهُم مُهتَمّين بالقِصص الشعبيّة التقليديّة التي تُمثّلُ شكلاً جميلاً من الأدب والثقافَة والهويّة الوطنيّة الألمانيّة التي انخَفض الاهتمامُ بِها خلال القرنِ السابِع عَشر. وقد سَبَقهم بِهذا يوهان كارل أغسطس موزوس حيثُ أصدَر مَجموعةً من الحِكايات بينَ عامَي 1782 و 1787. وقد آمن الأخوين بالقِصص الشعبيّة حيثُ اعتقدا أنّها الطريق لمعرفِة الهويّة الألمانيّة. وعلى الرُغم من كونِهما اهتمّا بالقِصص الشعبيّة الألمانيّة بيدَ أنّ أول مجموعةٍ قِصصيّة صَدرت احتوت على حكايات الفرنسيّ شارل بيرو التي نَشرها في باريس عام 1697 الذي كَتبها بدورِه ليرويها في الصالون الأدبي الفرنسي. كانَ هَدفُ الأخوين جمعُ القِصص لإنشاء أطروحة علميّة من القِصص التقليديّة ونقلها للأجيال القادِمة وحِفظُها من الضياع بسببِ عَدمِ اهتمام الناس بها. تأثّر بِعملِهما كلمنس فون برنتانو ولودفيج أخيم فون أرنيم الَذين كَتبا شِعراً شعبيّاً غِنائياً وسمّياه (بوق الصبي الساحر: أغانٍ ألمانيّة قديمة - Des Knaben Wunderhorn: Alte deutsche Lieder).

#### المنهجيّة
عندما عادَ يعقوب إلى ماربورغ من باريس عام 1806 بدأ العَمل مع أخوه على جَمعِ القِصص بطريقة منظّمة وساعَدهم صديقُهم برنتانو بإضافَة مجموعةٍ من الحِكايات. وقد دَعوا الرواة لمنزِلهم لسماعِ قِصصهم وتدوينها فنتج عن ذلك أنّه بحلول عام 1810 صارت لديهم عَشراتٌ من القِصص المخطوطة، وقد عَدّلوا هذه المجموعة ونقّحوها بشكلٍ كبير. وبناءاً على طَلبِ برنتانو فقد قاموا بطِباعَتها وأرسلوا نُسخةً مِنها إليه ليُدرِجها في كِتابِه بوق الصبيّ الساحِر وكانَت عِبارة عن 53 قِصة. ولكن يَبدو أنّ برنتانو قد نَسيها حيثُ عَثروا على النُسخة في كنيسةٍ في ألزاس عام 1920 وعُرِفت باسم مخطوطة Ölenberg، وهي نُسخةٌ أوليّة وبدائيّة من الحِكايات. الجديرُ بالذِكر أنّها صارت مصدراً قيّماً للُعلماء الذين يَدرسون أساليب وطُرق الأخوين وتطوّرهِما في الكِتابَة. وقد نُشِرت المَخطوطَة بلا أيّ تعديل في 1927 و1975.

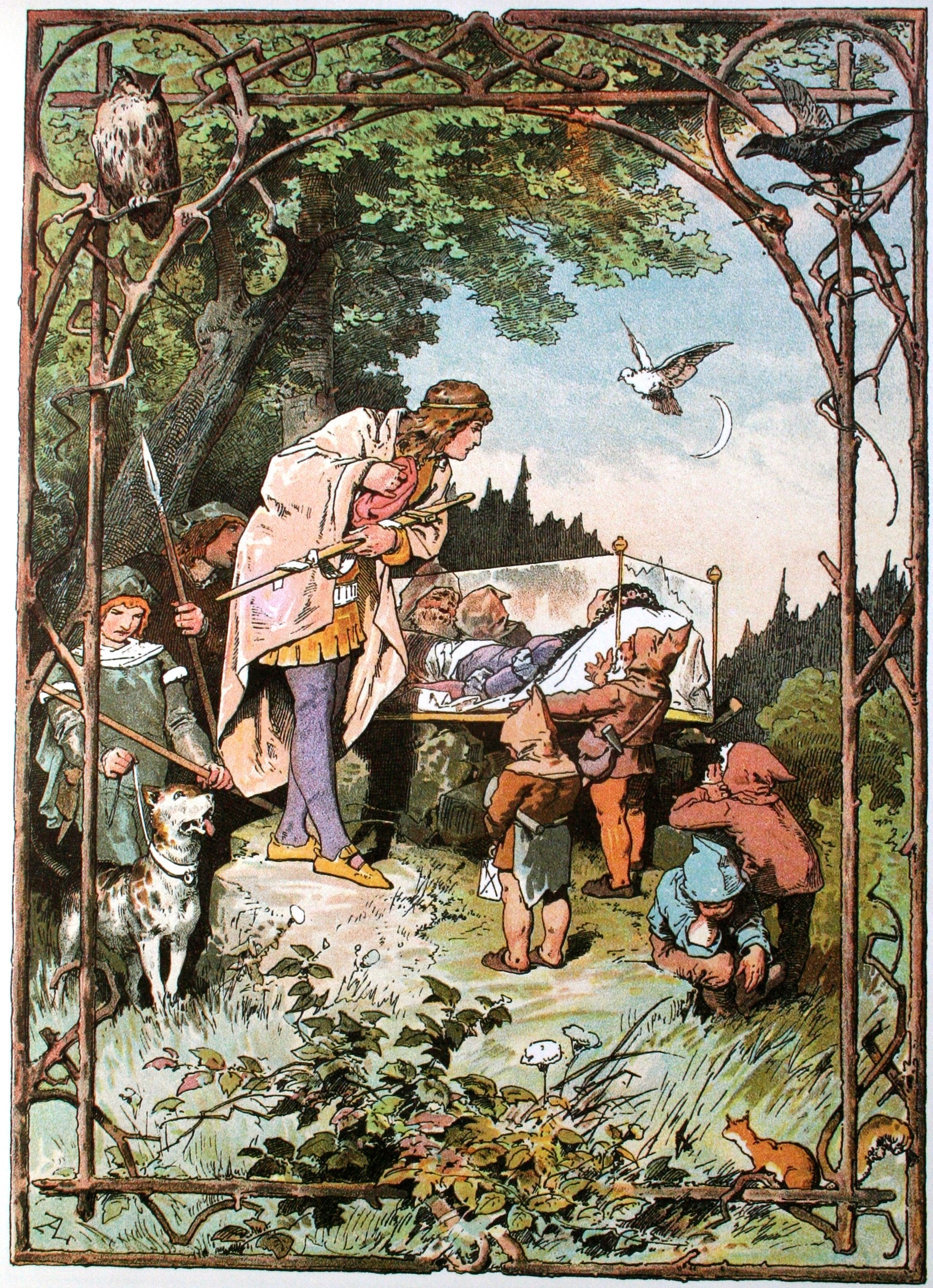
رسم توضيحي لِحكاية بياض الثلج أحد الحِكايات الشهيرة، رَسمها ألكسندر زيك.

اشتَهر الأخوين كونَهم يَجمعان القِصص من المُزارِعين والناس البُسطاء، بيدَ أنّ كثيرٌ من الحِكايات كانَ مصدَرُها الطبقة المُتوسّطة أو من مَعارِفهم من الطَبقة الأرستقراطيّة. وساهَمت زوجَة فيلهلم هنرييت دوروثيا هيَ وعائِلتها وخادِمتهم بإعطاء الأخوين قِصصاً صارت من أشهَر القِصص لاحِقاً كقِصّة الجميلة النائِمة و هانسل وغريتل. كما جَمع فيلهلم عَدداً من الحِكايات من صديقِه أغسطس فون هاكسهاوزن ومجموعَة أصدقائِه، حيثُ زارَه في وستفاليا عام 1811 واستَمع إلى قِصصهم. وهناك عَددٌ لا بأس بِه من الرواة الهوغونوتيون كَـ ماري هازبيلاغ حيثُ كانَت قِصصها من فرنسيّة الأصل. وقد جَمعوا قِصصاً من زوجَة خيّاطٍ من الطَبقة الوسطة تُدعى دوروثي فييمان وهي من أصلٍ فرنسيّ أيضاً.
يَعتَبِر بعضُ الباحثين كَـ ماريا تاتر أنّ هُناكَ عدداً من القِصص التي نُشِرت خلال العصور الوسطى في كُتب جيوفاني بوكاتشيو وجيوفاني فرانشيسكو سترابرولا قد اقتَبَس مِنها الأخوين ونقّحوها وأعادوا إصدارها في مجموعَتِهم. وقالت ماريا أن هَدفَ الأخوين كان الحِفاظ على التُراث الألمانيّ من الضياع إبان الاحتلال الفرنسيّ حيثُ كان شكلاً من أشكال المُقاومة الفِكريّة لذلك وَضعوا منهجيّةً يَسرونَ عليها لحفظ وجمع التُراث الشعبي الأوروبي في فترات الاحتلال. كما وضعوا معايير لتنقيح وتحليل القِصص والأساطير الشعبيّة.

#### الكِتابَة
مُنذُ عام 1808 بدأ الأخوان بجمعِ عددٍ من الحِكايات، وتولّى يعقوب جَمع الحِكايات، وشقيقه مسؤولٌ عن الكِتابة والتحرير وتنقيح هذه الحِكايات؛ حيثُ حاوَل قدر الإمكان جَعل جميع القِصص مُتشابِهة في الأسلوب وأضاف بعضَ الحِوارات وأزالَ أُخرى وكتَبها بِلغةٍ فصيحةٍ بعيدةً عن لُغة العوام الدارِجة. كما جَعلها مُرتَبطة بالأمور الدينيّة والروحيّة حيثُ استخلَصها من الديانات الألمانيّة القديمة والأساطير الإسكندنافية والرومانية والأساطير الإغريقية والقصص التوراتية وأعادَ تَشكيلَها.

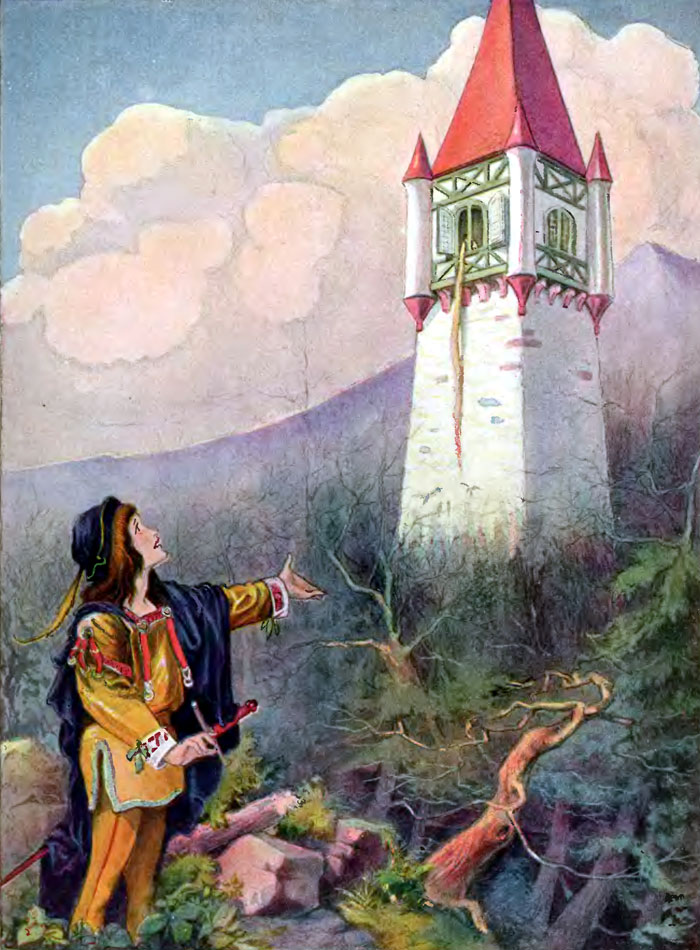
رسم توضيحي لحِكاية رابونزل، وهي إحدى القِصص التي نقّحها فليهلم لتُصبِحَ أكثر موائمة للأطفال. رسم اللوحة الفنّان جوني غروول.

وبمرورِ الأعوام، عَمِل فيلهلم أكثر على إضافة التفاصيل لدرجة أنّ العديد من القِصص تضاعَف حَجمُها مرّتين عن النُسخ الأوليّة. وفي النُسخ اللاحِقة عَملَ فيلهلم على صَقلِ اللُغة وجعلها أكثر فَهماً وتأثيراً للجُمهور، كما أزالَ العَناصِر الجنسيّة في القِصص وأضاف وعزّز الأفكار المسيحيّة فيها. وبحلولِ عام 1819، صارَ يُعدّل القِصص لتكونَ بلغةٍ بسيطة وموجّهة للأطفال حيثُ لم يكن قبلَ هذا يَعتبْر الأطفال جُمهوراً أساسيّاً؛ من أجلِ ذلك عدّل القِصص من جديد وركّز على أضافّة العناصِر التعليميّة والتربويّة في القِصّة. كما قامَ بتغييراتٍ جذريّة على قِصص كامِلة لجعلِها مُناسِبة للأطفال حيثُ كانت قائِمة على العُنف والجنس، وجائت بعضُ الاعتراضات من القُرّاءِ أنفُسِهم. فَمثلاً في قِصّة رابونزل التي ظَهرت في النُسخ الأوليّة كانت علاقة فتاةِ البُرج مع الأمير علاقة جنسيّة بَحتَة، فيلهلم غيّرها في الطبعات اللاحِقة لتُصبِح أكثر مُلائمة.

#### الأفكار والموضوعات
يتكوّن الكِتاب من قِصص لأساطيرٍ قديمة وقِصص شعبيّة ورواياتٍ قصيرة، بيدَ أنّها ليسَت جَميعُها موجّهة للأطفال. وقد اقتَرحَ عليهم فون أرنيم إزالةَ أجزاءَ من القِصص خاصّة تلك الأجزاء التي يتعرّضُ فيها الأطفال للتَعذيب والالتهامِ من الوحوش، إلّا أنَهُما قاما بإضافَة مُلاحظةٍ في بدايةِ الكِتاب تُحذّر الأبوين أنّ ليست جميعُ القِصص مُناسِبة للأطفال؛ ولم يَقوموا بإزالةِ أي من تلكَ القِصص لاعتقادِهم أنّ كُلّ قِصةٍ تَحمِل قيمةً وتعكِس ثقافةَ الشَعب. واعتمدوا في بَعضِ الحِكايات أسلوبَ الترهيب لتعليم الأطفال، فمثلاً في قِصّة ذات الرداء الأحمر وهانسل وغريتل الفِكرة الرئيسيّة فيها تحذيرَ الأطفال من الذهاب للغابَة وحدِهم. تَظهر ثَقافة القرون الوسطى بالحكايات بشكلٍ جليّ والثقافة الألمانيّة على وَجهِ الخُصوص، حيثُ تَظهر في الحِكايات البساطَة في العَيش والعفّة التي كانت مُتأصّلة في النساء والرِجال على حدِّ سواء. كما تَظهر مُعتقدات الألمان القديمة في القِصص، فمثلاً خوفَهم من الغابات الكبيرة المُظلمة ذات أشجار البلّوط الكَبيرة موجودٌ في القِصص كثيراً.

تبدأ الحِكايات عادةً بذِكر الشخصيّة الرئيسيّة ومهنَتها، فمثلاً تبدأ القِصص بعبارة «كان فيما كان طحّان....» إلا أنّ الخياطَة لم تُذكَر أبداً في رأسِ القِصّة -رُبّما لأنَ الأخوين لم يَعتَبراها مِهنة- على الرُغمِ من أنّ كثيراً من الحِكايات تُعبّر عن الخياطة وغَزْل الملابِس، وتلكَ القِصص تَعكِس المَدى الذي وَصل إليه الغَزْل -خياطّة الكِتّان خاصّة- وكيفَ كانَ مُهمّاً في حياةِ المرأة في القرن التاسِع عَشر وما يَسبِقه وكانَت المرأة تخيطُ الملابِس غالِباً في منزِلها. في القِصص غالِباً ما تنعَكس شخصيّة المرأة من خِلالِ موقِفها تجاه الغزْل، كما كانَت الخياطَة رمزاً لأنوثَة المرأة. وفي قِصص أُخرى مثل رامبيل ستيلتسكين يتحوّل الغزْل لمَحلّ تهديدٍ للمرأة؛ وفي الأُخرى لم تُذكَر الخياطة حيثُ تكونُ الشخصيّة إمّا كسولَة أو بوضعٍ اجتماعيّ رفيع لا يَسمَحُ لها بالخياطَة.
احتوت القِصص أيضاً على عُنفٍ ولكن أُزِيلَ منه الكثير. فعلى سبيل المِثال، في النُسخة الأصليّة من قِصة بياض الثلج فإن المَلكة الشريرة ما هي إلا أُمّها البيولوجيّة الحقيقيّة وليستْ زوجَة أبيهَا، ومع ذلك تأمَر الصيّاد بإحضارِ أحد رئتيها وكَبِدها لتأكُل منها. وتنتهي القِصة بمشهدِ رَقصِ والِدة بياض الثَلج في زَفافِها مُرتَدية أحذيةً حمراءَ من حديدٍ مُلتَهب يؤدّي لِقتلِها. النُسخة الأصليّة من حِكايَة الأمير الضفدع تمّ تَحويرُها كذلك، ففي الإصدارات الحديثة يتحول الضفدع إلى أمير بعد أن تُقبّله الأميرة، إلا أن النسخة الأصلية من القصة تشير إلى أن السحر يزول عن الأمير بعدما تلقي به الأميرة على الحائط. ويُعزَى وجود العُنف بسببِ القُرون الوسطَى، حيثُ كان العُنف منتشِراً في تلك الأزمان فنتجَت عَنه قِصص مليئة بالعُنف.
يعتَقد بعضُ الباحثين بعد أن أسقطوا علم النفس التحليلي على حياة الأخوين أنّ موتَ أبيهِم وجدّهِم أثّر على حياتِهما وقِصَصِهم، فميلهم إلى تَمجيدِ الآباء والأجداد وغَلَبة النساء الشريرّات في الحِكايات هوَ نِتاجٌ طبيعيٌّ لما مرّا بِه في طفولتهما. في قِصّة الإخوة الإثنا عَشر اعتَبرها بعضُ الباحثونَ أيضاً أنّها تأثيرٌ مُباشَر من حياتِهما لما فيها من تضحيةٍ والتغلّب على المصاعِب من أجلِ العائِلة. كما أنّ هُناك 41 حِكاية تصف العلاقة بينَ الأشقّاء، وقِصصٌ مُتشابِهة في المضمون حيثُ يفقد الأخوين منزِلَهم فيبحثانِ عن عَملٍ ويعثُران على منزلٍ جديد.

#### الإصدارات
بينَ عامَي 1812 و1864 نُشِرَ كِتاب قِصص الأخوان غريم بـِ17 طَبعة مُختَلِفة، سَبعةٌ مِنهُم نُسخ كبيرة والباقي نُسخ صغيرة. وتضمّنت النُسخ الكبيرة جميع الحِكايات التي جَمعاها مع شُروحاتٍ موسّعة ومُلاحظاتٍ أكاديميّة؛ أمّا النُسخ الصغيرة فاحْتوت على 50 حِكاية مكتوبَة بُلغةٍ موجّهة للأطفال. وقد قامَ شَقيقَهُما الأصغر لودفيغ إميل غريم بِرَسم لوحاتٍ للنُسخ الصغيرة مُضيفاً إليها رموزَاً دينيّة، فَمثلاً رَسمَ شكلَ والِدة سندريلا كَملاك، ورَسمَ صورةً للكِتاب المُقدّس على الطاولة بجانِب السَرير في مَنزِل الجدّة في حِكاية ذات الرداء الأحمر.

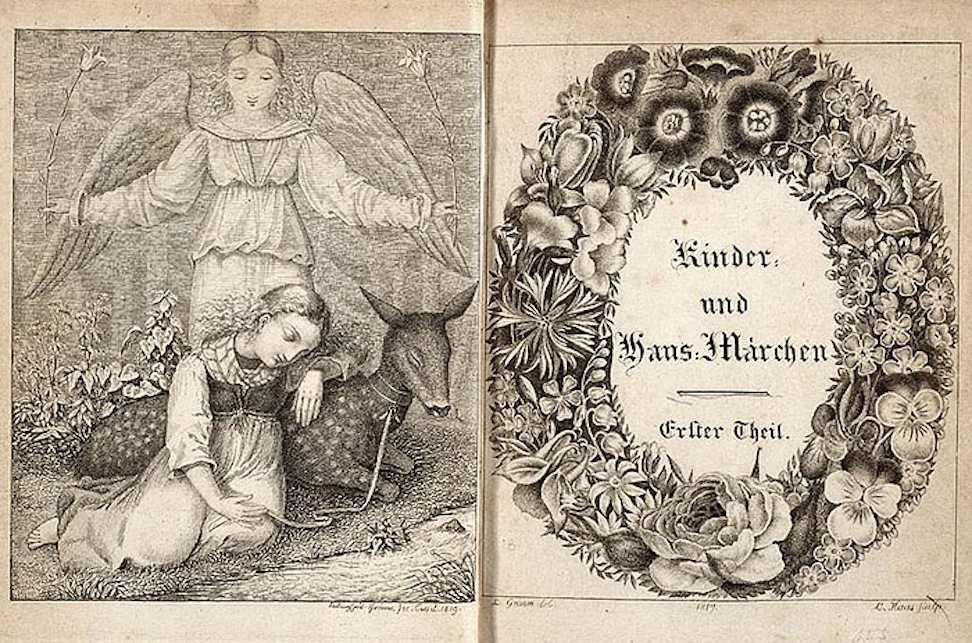
صَفحة غِلاف المُجلّد الأوّل من كِتاب الحِكايات الخُرافيّة عام 1819.

الطَبعةُ الأولى نُشِرت عام 1812 واحتوت على 86 قِصّة، أمّا الثانية نُشِرت أواخِر عام 1814 وأُضيفْت إليه 70 قصّة أُخرى فوصَل عددُ القِصص إلى 156 قِصّة وتُعتَبر تِلك الطَبعة هي أولى الطبعات الكبيرة المشروحَة. الطَبعة الموسّعة الثانية احتوت على 170 قِصّة ونُشِرت في 1819. ثُمّ تَبِع ذلك إصدار خَمسِ طبعاتٍ موسّعة أُخرى في أعوام 1837، 1840، 1843، 1850 وأخيراً عام 1857؛ واحتوت الطَبعة الأخيرة على 200 حِكاية و11 قِصّة أسطوريّة.
بعدَ موتِ الأخوين وانقضاءِ سنينِ حقوق التأليف والنَشر عام 1893 صَدرت طبعات لا حَصر لها من الكِتاب وبدأت القِصص تأخُذ أشكالاً عديدة وطبعاتٍ مُختَلفة. وفي القرن الحادي والعشرين عُرِف الكِتاب باسم قِصص الأخوان غريم وتُرجَم لأكثرَ من 160 لُغة حولَ العالم. وعلى مُستوى العالَم العَربي، لم يُترجم الكتاب بالكامل جامِعاً كُلّ الحِكايات؛ بل تُرجمت أغلبُ الحِكايات بشكلٍ مُنفَرد وطُبعت كُلّ حِكاية وحدِها. كما اقتُبِست العديدُ من قِصص الأطفال من تِلك الحِكايات؛ ولعلَ أشهر من اقتَبَس وعَمِل على ترجمَة القِصص هيَ دار المعارف عَبر سِلسلة المكتبة الخضراء الموجّهة للأطفال. كما تُعتبر طبعة مؤسسة هنداوي من أحدثِ الطَبعات العربيّة، واحتوت على 62 قِصة وحَمل الكِتاب اسم رابونزل وقصص أخرى.

#### التأثير الشعبي والثقافي
كان تأثير هذه الكتب واسعاً جدّاً، أشاد ويستن هيو أودن بالمجموعة أثناء الحرب العالمية الثانية باعتبارها إحدى الأعمال المؤسسة للثقافة الغربية. واعتُبِرَ الكِتاب في أيّام الرايخ الألماني كِتاباً قوميّاً، لذلِك أصدَر الحزب النازي مَرسوماً يُوجِب فيه على كُل أُسرة أن تمتَلك نُسخةً من الكِتاب. وحينَ سيطَر الحُلفاء على ألمانيا قاموا بِحظرِ الكِتاب لفترة. حيثُ أشاد النازيّون بالحكايا التي تظهر الأطفال ذوي الأصول العرقية النقية الذين يبحثون عن شركاء حياة ذوي أصول نقيّة أيضاً؛ على سبيل المثال سندريلا والبطل كانا من أعراق نقية، وزوجة الأب كانت غريبة والأمير بغريزته كان قادراً على التمييز! كما أثّر عَمل الأخوين على العديد من أُدباء الرومانسية القومية، ومن بين الذين تأثّروا كان ألكسندر أفاناسيف وبيتر كريستن أسبيورنسن ويورغن مو وجوزيف جاكوبس وإرميا كورتين وهوَ الأمريكي الذي جَمَع القِصص الآيرلنديّة.

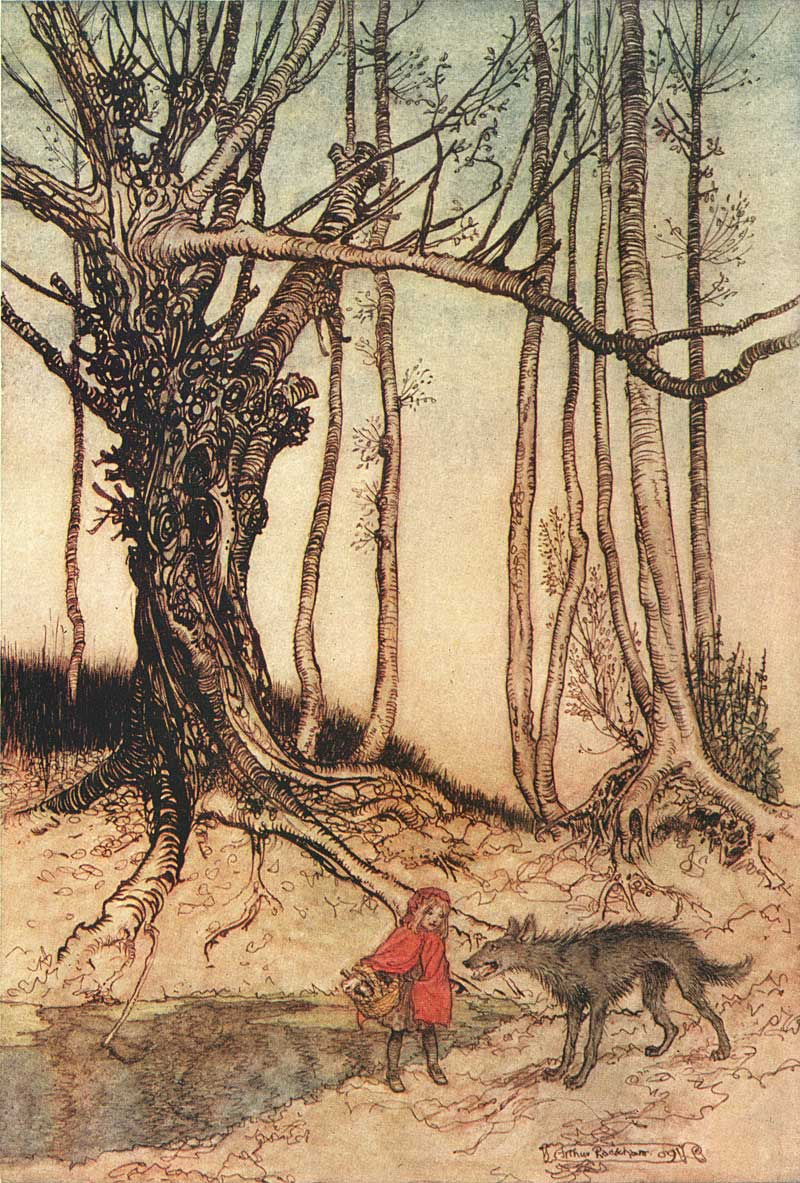
رَسم توضيحي لِحكاية ذات الرداء الأحمر المعروفّة عربيّاً باسم ليلى والذئب. رَسم اللوحة آرثر راكهام.

وأثّرت القِصص كذلك في كثير من شعوب العالم، وصارت من تُراثِ تلكَ الشعوب. وفي العالَم العربي، الكثيرُ من الكتَّاب اقتبسوا تِلك الحكايات وصهروها في لغاتهم وألبسوها الثوب المحلي. وكمثال على ذلك حكاية بياض الثلج والأقزام السبعة، التي تحولت في دمشق من بياض الثلج إلى فتاة غنية تدعى فُلّة، هذه الفتاة تاهت في غابات جبل قاسيون هرباً من شاب فقير كان يُحبّها؛ لكن الحكاية الأصلية تدور حول أميرة تتوه في غابات جبل شْبِسارت في مدينة لور أم ماين في ألمانيا هرباً من زوجة أبيها الشريرة، وتلتقي بالأقزام السبعة الذين يؤونها ويقدمون لها كل المساعدة. وهناك حكايات كثيرة تحولت نتيجة الاقتباس إلى حكايات شعبية يتداولها الناس على أنها من حكايات مناطقهم. وقد حاول كتّابها الجدد أن يقدموها بطريقة تعكس واقع مجتمعاتهم، وبشكل يختلف عن أصلها الألماني. ولعلّ حكاية ذات الرداء الأحمر والتي يسميها العرب ليلى والذئب خير مثال على ذلك.

#### الأعمال المبنيّة على القِصص
اقتُبِست العديد والكثير جدّاً من الأعمال المبنيّة على تِلك القِصص ومن المُستحيل حَصرها، فقد اقتُبِست القِصص لأفلام سينيمائيّة حيّة وأفلام أنيميشن وأفلام قصيرة ومُسلسلات أنيمي يابانيّة ومُسلسلات أجنبيّة وعربيّة وقِصص مُقفّاة وأغانٍ للأطفال. ولعلّ أشهر من اقتَبَس مِنها هوَ والت ديزني الذي أنتَجَ أحد أكثَر الأعمال شُهرةً كَـ سندريلاوبياض الثلج والأقزام السبعة والأميرة النائمة، وما زالت إنتاجُات أفلام ديزني المُستندة على القِصص حتّى اليوم، فآخرُ فيلمٍ تمّ إنتاجُه هوَ فيلم سندريلا الذي صَدَر في 2015.
وقد أُنتِجتْ العديدُ من المُسلسلات الأمريكيّة والأفلام التي تحكي القِصص أو تَروي حياة الأخوين، ففي عام 1962 صَدَر فيلم عالم الأخوين غريم الرائع، ويروي قِصّة الأخوين أثناءَ جَمعِهم لإحدى قِصَصِهم، وفازَ الفيلم بجائزة الأوسكار لأفضل تصميم أزياء. كما أُنتِجَ فيلم يحكي مُغامَرة خياليّة وقعت مع الأخوين، وهوَ من بطولَة مات ديمون وهيث ليدجر ومن إخراج تيري غيليام وصَدر في 2005 وتلقّى تقيماتٍ مُتباينة. مُسلسل كان ياما كان الأمريكي يُعدّ من أشهر المُسلسلات التي مازالت تُبثّ إلى الآن وقد بدا عَرضُه في 2011، وتقع أحداثه في بلدة خيالية تدعى ستوري بروك والتي سكانها هم شخصيات من عدة حكايات تم نقلهم إلى العالم الحقيقي وأُخِذَت منهم ذكرياتهم الحقيقية من قبل الملكة الشريرة. وهوَ من بطولَة لانا باريلا وجنيفر موريسون وجنيفر موريسون. وهُناك مُسلسلٌ سوريّ هوَ كان ياما كان من أربَعِ أجزاءٍ من إخراجَ بسام الملا وتأليف حسين راجي  وداوود شيخاني أُنتِجَ الجُزء الأول منه في 1992 وبعضُ القِصص فيه مبنيّة على قِصص الأخوين غريم.

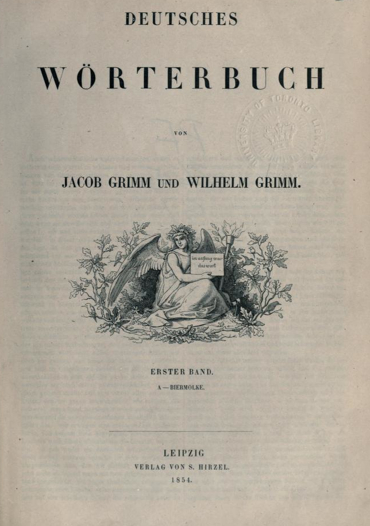
صفحة الغِلاف من القاموس الألماني طبعة عام 1854.

حكايات عالمية يُعدّ من أشهر الأنيميّات اليابانية التي تتناوَل في كُلّ حلقةٍ قِصّة جديدة، وكثيرٌ من القِصص في المُسلسل مبنيّة على حِكايات الأخوين وقد دُبلِجَ إلى العربيّة ويتكوّن من 154 حَلقة وهوَ من إنتاجات 1976. أيضاً أنمي في جعبتي حكاية من المُسلسلات الشهيرة التي بُنيت جميعُ حَلقاتها على قِصص الأخوين، وهوَ من إنتاجات 1987 وقد دُبلِج للعربيّة أيضاً. وقد أُنتِجت العديد من الأغاني للأطفال الأجنبيّة والعربيّة على حدٍ سواء لتِلك الحِكايات مِثل أغنية ليلى والذئب من إنتاجاتِ قناة طه للأطفال.

### في الدراسات اللغويّة

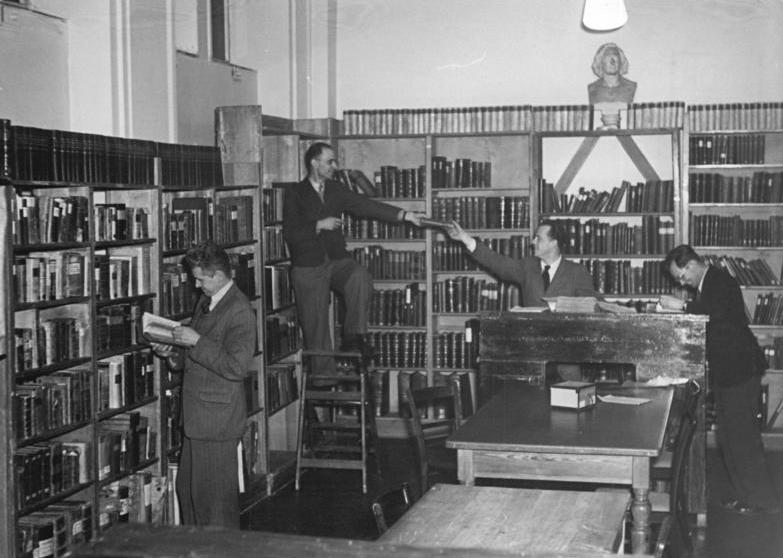
عُلماء في أكاديميّة برلين للعلوم يَعملونَ لإكمال قاموس الأخوين عام 1952.

كانَت البِداية عندما طَلبت دار نشر ويدمان في لايبزيغ من الأخوين كِتابَة قاموسٍ شامِل جديد للغة الألمانيّة، وبسبب انشِغالهُما في التدريس في جامعة غوتنغن رَفضَا بادِئ الأمر. تَركا التدريس وعادَا إلى مدينَة كاسِل بسبب الاضطرابات السياسيّة في غوتنغن. وبحلول أكتوبر 1838 تواصلا مع دار ويدمان وتعاقَدا مَعهم كما نَشرت صحيفَة لايبزيغ إعلاناً عن بدء العَمل على القاموس. وكانَ توقّع الأخوين انّ المشروعَ سيستَمرّ لِعَشر سنواتٍ ويسكونُ عبارة عن 6 أو 7 مُجلّدات، وبدَت الظروف مواتِية لهذا؛ إلّا أنّهم واجَهوا صُعوبَة في الوصول للمصادِر المطلوبة، وبسببِ الاضطرابات السياسيّة تِلك الحُقبة ومَرض أحد الأخوين توقّف العَمل عليه. وقد نُشِرت ثماني مُجلّدات في 1854.
تجاوَزت الطَبعة الأولى جميع التوقّعات من الأخوين والناشِر على حدّ سواء حيثُ بيعَ مِنه أكثر من 10000 نُسخة؛ وأسمَتها الصحافَة وقتها بـ«العَمل الوطني الأعظم». وقد تعرّض القاموسُ للانتقادِ بسببِ احتوائه على الكلمات الخادِشة للحياء، وعلّق يَعقوب بقولِه: «إنّه كِتابٌ علميّ بَحت لذلِك من الطبيعي وجود هكذا ألفاظ، حتّى الكِتاب المُقدّس توجَد بِه هكذا ألفاظ عِند الحاجة!». وبَعد نَشرِهم للطبعات الأولى عادَ الأخوين لإكمَال العَمل وإضافة وتنقيح المزيد وتوسِيع مجال العَمل، وكَتب فيلهلم الكلمات المُتعلّقة بِحرف D ثُم توفيَ في 1859؛ واستمرّ يعقوب وكَتب الحروف الأولى وصولاً إلى الحرف F إلى كَلمة Frucht التي تعني فاكِهة حتّى ماتَ عام 1863. المَشروع لم يتوقّف عندَ موتِ الأخوين، فقد استمرّ العَمل على القاموس وعَمِل عليه عِدّة أكاديميين وعُلماء لُغة، ومرّ بكثيرٍ من المراحِل المُعقّدة التي جعلت العَمل يتوقّف عليه ثُم إعادَة استكمالِه؛ وأخيراً انتهى العَمل عليه بعدَ 123 عاماً منذُ البدء، ونُشِرَ عام 1961 واحتوى على 67744 عَمود وأكثر من 320000 كَلِمة وبَلغ حَجمُه 84 كيلوجرام.

## الاستِقبال الجماهيريّ والإرث الإنسانيّ

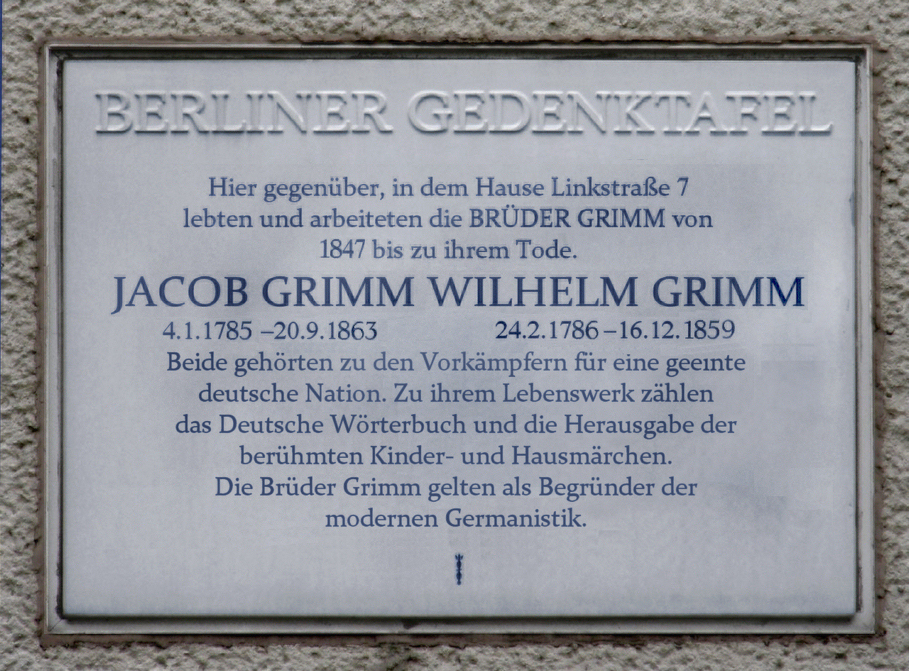
لوحَة تِذكاريّة للأخوين في برلين.

لم تَصل قِصص الأخوان غريم لقوائِم الأكثر مَبيعاً على الفور، إنما زادَت شعبيّتُها مع مرورِ الوقت. ولم تَلق النُسخ الأوليّة اهتماماً كبيراً ولاقت مُراجَعاتٍ نقديّة مُتبايَنة؛ يعودُ ذلك بِسبب أنّها لم تَكُن مُوجّهة وغير جذّابة للأطفال بدايةً. ثُمّ أصدروا النُسخ اللاحِقة مع التعديل والتنقيح وجَعلوها مُلائِمة للأطفال مما زادَ من شعبيّة الكِتاب. وبحلولِ عَقد 1870 زادَت شُهرة الكِتاب بدرجةٍ هائِلة حتّى صارَت بعضُ القِصص تُدرّس في المناهِج الدِراسيّة في بروسيا. وقد حازَ وحافَظ الكِتاب على المرتبة الثانية بعدَ الكِتاب المُقدّس للكُتب الأكثر شُهرة في ألمانيا في القرن العشرين. كما قامَ بعضُ عُلماءِ النَفس بتحليلِ الكِتاب ودِرأسَته بطريقَة كارل يونغ وسيغموند فرويد.
أُنتِجت العديدُ من الأفلام المبنيّة على حِكايات الأخوين، وأشهر من أنتَج الأفلام هو والت ديزني حيثُ بُنيت إمبراطوريّة ديزني واشتهر بسببِ تِلك الأفلام. وما زالتْ تُذكَر قِصّة سندريلا في الأفلام، حيثُ تروي قِصة فتاةِ فقيرة تَجِد الحُبّ الحقيقي بشابٍّ وسيمٍ وغنيّ، اقتُبِست القِصة في العديدُ من الأفلام مثل فيلم Pretty Woman وEver After وMaid in Manhattan وElla Enchanted. وعلى الرُغم من أنّ الآباء مازالوا يعتَبِروا أنّ القِصص تحوي عُنفاً كثيراً. بيدَ أنّها تُعتَبر القِصص اليوم من أكثر القِصص انتشاراً حولَ العالم. تَضَم مَكتَبة جامعة هومبولت في برلين قِسمَاً خاصّاً بالأخوين، حيثُ تحوي على كُتب الأخوين الخاصّة. كما صُمّمت ورقة الألف مارك الألماني ليظهَر عليها الأخوين وكانَت أغلى ورقة في ألمانيا. ويوجَد نَصبٌ تذكاريّ للأخوين في مدينَة هاناو بُنيَ عام 1896. بالإضافَة إلى وَضع صُورتهما على الطوابِع البريديّة الألمانيّة في 1959.